# Ungerns Billie Jean King Cup-lag
Ungerns Billie Jean King Cup-lag representerar Ungern i tennisturneringen Billie Jean King Cup, och kontrolleras av Ungerns tennisförbund.

## Historik
Ungern deltog första gången premiäråret 1963. Laget har som längst gått till kvartsfinal, vilket man gjorde 1963 och 1985.